# America Sanchez
America Sanchez (Buenos Aires, 29 de maig de 1939) és un dissenyador gràfic, fotògraf i dibuixant argentí, instal·lat a Barcelona, nascut amb el nom de Juan Carlos Pérez Sánchez. Utilitza el nom d'America Sanchez (sense accents) en homenatge a la seva mare.

## Formació
Començà la seva carrera de grafista a l'Argentina a principis dels anys seixanta, amb una formació autodidacta, dins d'un estil modern, amb influències del pop-art va aprendre de l'anomenada Escola de Suïssa. Després del seu pas per l'agència de publicitat Agens es trasllada a Barcelona on ha estat des del 1965 i ha desenvolupat la seva llarga tasca professional.
Des de 1967 es dedica també a la docència a l'Escola de Disseny i Arts Eina de Barcelona. Ha sigut responsable de la identitat corporativa de reconegudes institucions i empreses, com el Museu Picasso o el Teatre Nacional de Catalunya, Vieta, Vinçon, la Caixa, Torraspapel, Cerveses Moritz, el Col·legi d'Arquitectes, la Generalitat de Catalunya, la Candidatura Olímpica de Barcelona, el Futbol Club Barcelona, el Gran Teatre del Liceu, el Festival Grec, l'Ajuntament de Barcelona, la Mercè, el Tricicle, el Casal Lambda, entre moltes altres. El 2010 va ser el responsable del redisseny de VilaWeb. És autor del llibre (bàsicament fotogràfic), Barcelona gràfica, de l'editorial Gustavo Gili (2001).

## Context
Al segle xx, tot i que la cosa comença ja a les acaballes del XIX, els artistes plàstics varen ampliar la llista de les seves especialitats. Ja no eren només pintors, arquitectes o escultors. Alguns ceramistes, joiers o moblistes, quan avantposaven la seva creativitat a la pura finalitat pràctica, també començaven a ser vistos com a artistes, com a creadors. De mica en mica, també els dissenyadors varen anar entrant al club dels artistes. Els dissenyadors gràfics es trobaven en aquest paquet: se'ls anomenava cartellistes o simplement dibuixants, i quan feien un anunci, ja començava a haver-hi col·leccionistes que es quedaven fulls d'aquell reclam publicitari simplement perquè, malgrat la seva modèstia, els resultaven un objecte plàstic desitjable.
L'argentí America Sanchez, establert a Catalunya des dels anys seixanta del segle xx, ha esdevingut un dels grans artífexs del disseny gràfic de les darreres tongades, En ell, el grafista i el fotògraf van molt sovint aparellats, i amb aquest plantejament America Sanchez ha creat una imatge indestriable del món comercial, publicitari, institucional, i al cap i a la fi artístic, de la Catalunya (i d'Espanya i Argentina) del darrer segle xx i del primer segle xxi. Hi ha un munt d'elements gràfics que han entrat en l'imaginari col·lectiu com a segells d'identitat d'un temps, i que han estat creats precisament per America Sanchez: des de la marca hexagonal de l'Escola Eina,m de 1967, al logotip de l'Oficina Olímpica dels Jocs Olímpics de Barcelona'92 o al centenari del Barça, del 1999.
Sense ser-ne conscients, milers de persones d'aquest país identifiquen fites destacades de la seva vida dels darrers quaranta anys amb imatges concebudes i plasmades per America Sanchez. America Sanchez pertany a una generació que ja ha deixat endarrere el racionalisme de la Bauhaus, i que en lloc de l'ordre depurat, de demostracions ètiques o clams alliçonadors, concep els seus cartells amb imaginació com glosses visuals tan poc “militants” que sovint inclouen la ironia.
D'altra banda, tot és susceptible de ser anunciat, evidentment, i entre els treballs d'America Sanchez trobarem coses tan dispars, quant a l'objecte del cartell, com un congrés militar espanyol de 1985 o un festival de cinema gai entre 1995 i 1999.

## Activitat professional
America Sanchez comença a treballar com a freelance a Barcelona el 1965 fent dissenys per a clients propis, un any més tard instal·la el seu propi estudi de disseny gràfic. Des de llavors realitza una tasca molt influent i reconeguda en els camps de la identitat institucional i corporativa, de la gràfica cultural i comercial, del cartellisme, etc.
La seva llarga carrera professional, amb un estil que s'aparta del racionalisme que pren el seu origen en la Bauhaus i busca sovint el to irònic amb grans dosis d'enginy, li ha fet guanyar una àmplia i rica cartera de clients entre els quals es troben, a més de mobles 114, la Generalitat de Catalunya, la Caixa, el Gran Teatre del Liceu, el FC Barcelona, o el Tricicle, entre d'altres.

### Disseny gràfic
America Sanchez, tota una figura del disseny gràfic a Espanya, és creador de logotips emblemàtics, d'imatges corporatives, i d'imatges mítiques des que en els anys 60 desembarqués a Barcelona procedent de la seva Argentina natal.
Amb una notable aportació conceptual i visual al disseny gràfic en el seu haver, se situa a la confluència de dues tradicions culturals. D'una banda, ha explorat en la inesgotable font iconogràfica del grafisme popular, espontani i anònim, bàsicament d'arrel llatina, i de l'altra, s'ha servit del rigor i la precisió del disseny professional de tradició europea.

#### Il·lustració
Ens referim a il·lustració gràfica a aquella definida com un mitjà de comunicació que, amb una imatge o una col·lecció d'imatges, ajuda a fer entenedor un missatge. És un recurs expressiu que, Amèrica Sánchez, fa servir per fer intel·ligible el missatge que vol transmetre, amb totes aquelles eines gràfiques que li són pròpies. Per aquest motiu, és un camp molt heterogeni que varia segons el gust estètic del moment, el caràcter del seu creador i el destí final del missatge. La il·lustració, doncs, és present en tots els camps de la cultura com una eina de comunicació que transmet idees i reflecteix l'estètica actual.
Pel que fa a la il·lustració gràfica d'Amèrica Sánchez, cal recalcar que és un equilibri delicat entre transparència i opacitat: pren el significat d'allò equilibrat, el punt entremig; transmetre els continguts de manera clara i concisa.
La seva il·lustració es caracteritza per la presència intencional de l'autor a cada traç que realitza, la utilització de la mà com a instrument; el rastre del gest, el signe com a obra del cos. És conceptuada també, com una cal·ligrafia, aquella la qual dibuixa figures que parlen o paraules que figuren.

#### Cartellisme
El cartell, com a gènere de la comunicació, va ser codificat des de fa molt de temps, La comunitat el reconeix i el descodifica ràpidament com un anunci que algú, personal o impersonal, dirigeix al qui li passen per davant. Amb el temps, s'ha anat consolidant un arquetip: es tracta de superfícies planes, rectangular i verticals, en les quals destaquen unes formes gràfiques que evidencien la seva funció del missatge.
La funció bàsica i universal del cartell, aquella sense la qual el cartell no és un cartell, és la comunicació gràfica entre un anunciant i una audiència en un entorn públic. Qualsevol cartell és, abans que res, un missatge gràfic en l'espai. I aquesta obvietat s'ha de ressaltar; ja que, paradoxalment, els cartells reals que no comuniquen res solen abundar i, en alguns àmbits, són francament majoritaris.
Les funcions específiques de cada tipus de cartell són múltiples, així com ho són també la seva manera de combinar-se i la seva intensitat: cridar l'atenció, informar, persuadir, identificar l'emissor, seduir el receptor, autodiferenciar-se com a cartell, inscriure el missatge en el seu paradigma sectorial, etc.
La informació és la funció principal del cartell. Un bon cartell és el que compleix les funciones específiques del seu missatge concret en unes condicions d'emissió i recepció concretes.
El cartellisme d'America Sanchez es caracteritza pel seu tret més notori: la diversitat de llenguatges. En el treball gràfic d'America Sanchez predominen dues característiques que, combinades, condueixen a un resultat inequívoc: l'absolut desinterès per desenvolupar un estil propi i la vocació per la recerca de noves tècniques i recursos gràfic.
Tot i així, una anàlisi, fins i tot de les peces més heterodoxes, permet observar fins a quin punt l'experimentació en America Sanchez es troba al servei de la comunicació i no a la inversa.

#### Logotips
Entre els seus treballs hi podem destacar el logotip de la candidatura de Barcelona 92, del centenari del FC Barcelona, el de la botiga Vinçon, el del Museu Picasso, el de Teatre nacional de Catalunya, Moritz, Escola Eina, Generalitat de Catalunya, Ajuntament de Barcelona, la Mercè, el Tricicle, entre molts.

#### Fotografia i video
A les obres d'America Sanchez la fotografia es troba sovint a segon pla, la fotografia com a fons, com a punt de partida de l'experimentació gràfica que va més enllà de la imatge visible.
Juga amb la possibilitat de fer desaparèixer la visibilitat de la imatge fotogràfica, apropant-se a una interpretació quasi perversa.
L'autor posa sentit a la foto com imatge intocable, literalment parlant i experimenta amb ella en nous camps.
Generalment utilitza fotos trobades com base fotogràfica que determina el tema de la sèrie. Ja poden ser fotos noves o antigues, trobades a l'atzar o ben buscades, afegint també fotos originals per començar noves sèries.
BCN Gràfica
Amb aquesta sèrie-col·lecció de fotografies America Sanchez fa milers de fotos pels carrers de Barcelona amb la intenció de mostrar-la als vianants, que no solen veure ni mirar, que no solen gaudir ni admirar-se el que tenen a l'abast dels ulls cada dia.

## Premis i exposicions
Els premis de més rellevància amb que ha estat guardonat són:
- Premi Nacional del Disseny d'Espanya, 1992.[1]
- Premi Ciutat de Barcelona, 2001.
- Premis Laus. Guanyador sis vegades.
- Premi Gràfica, 2013.

Les seves obres es troben a diferents llocs arreu del món com ara la Biblioteca Nacional de França, el museu d'Aurillac, el Museu del Disseny de Barcelona, la Biblioteca de Catalunya, l'IVAM Centre Julio González, el Museu de Belles Arts de Houston i cal destacar que alguns dels seus treballs gràfics es troben exposats al Museu d'Art Modern de Nova York. El seu fons documental es troba repartit entre diverses institucions, com el Archivo Lafuente o el Museu del Disseny de Barcelona.